# Terapia radiometabolica
La terapia radiometabolica (anche terapia con radionuclidi o radioterapia metabolica) è una branca della medicina nucleare che ha come obiettivo utilizzare delle sostanze radioattive (radiofarmaci) per trattare alcune patologie sfruttando la selettività di queste ultime nel legarsi ai tessuti malati, e quindi risparmiando dall'irradiazione i tessuti sani. Gli impieghi principali sono:
- Terapia radiometabolica dell'ipertiroidismo: di qualunque origine sia (autoimmune, o uni- e multi-nodulare), tramite I-131;
- Terapia radiometabolica del carcinoma tiroideo differenziato, sfruttando la capacità residua di fissare lo iodio-131;
- Terapia delle sinoviti croniche ipertrofiche dolorose (radiosinoviortesi);
- Terapia radiometabolica delle metastasi ossee dolorose;
- Teranostica dei tumori neuroendocrini;
- Radioimmunoterapia dei linfomi CD20+: usando Ibritumomab tiuxetan, ossia l'unione di un anticorpo chimerico anti-CD20 con l'Y-90;
- Radioembolizzazione intrarteriosa delle neoplasie primitive e delle metastasi epatiche (TARE);
- Teranostica del carcinoma prostatico mediante radiofarmaci osteotropi o liganti del recettore PSMA.

## Introduzione
Oltre alla selettività di legame, anche il limitato spazio percorso dalle radiazioni corpuscolate emesse dagli isotopi utilizzati contribuisce a rendere il trattamento più mirato e, dato che tutta l'energia irradiata è rilasciata in un piccolo spazio (tali radiazioni presentano un LET elevato), le cellule così irradiate non possono riparare i danni che hanno subito al DNA, andando quindi incontro a morte. Per tali ragioni, un trattamento radiometabolico presenta per esempio un rischio molto basso di provocare l'insorgenza di neoplasie nei soggetti trattati, tanto che spesso queste terapie vengono utilizzate anche per patologie non oncologiche (per esempio nell'ipertiroidismo).
Di solito lo spazio percorso da queste radiazioni varia da frazioni di micron (millesimi di millimetro) per gli elettroni Auger a qualche millimetro dal punto di emissione per gli elettroni più energetici. Gli isotopi più utilizzati in queste terapie decadono producendo particelle beta meno. Sono allo studio farmaci emittenti particelle alfa ed elettroni di Auger che, presentando un LET più alto delle particelle beta più energetiche, consentirebbero trattamenti ancora più mirati (al momento non esistono per l'uomo farmaci emittenti elettroni Auger, questi nuclidi devono decadere molto vicino al nucleo cellulare per uccidere la cellula bersaglio in quanto il loro spazio percorso nella materia è di frazioni di micron). Per le stesse ragioni, i nuclidi che presentano decadimento beta meno non necessitano di una loro distribuzione omogenea nel tessuto bersaglio (l'irradiazione delle zone adiacenti al sito di legame del radiofarmaco fornita da questi elettroni è denominata effetto crossfire o fuoco incrociato), cosa invece obbligatoria per gli altri due tipi di emissione per avere in quei casi un effetto terapeutico. D'altro canto, l'effetto crossfire contribuisce anche a rendere un po' meno selettivo il trattamento, favorendo l'irradiazione di cellule sane vicine a quelle bersaglio (per esempio provocando l'irraggiamento del midollo osseo durante il trattamento di metastasi in tale sede).
L'accumulo dell'isotopo radioattivo nell'organismo è influenzato da numerosi fattori fisiologici e biochimici, oltre che dalla clearance della sostanza utilizzata, tipici del singolo soggetto trattato e del singolo farmaco. Tali isotopi possono essere somministrati sia come tali sia legati ad alcune molecole che ne modificano la selettività e la distribuzione fra i vari tessuti (carrier). Anche l'emivita del radioisotopo è importante nel definire la dose somministrata, così come la radiosensibilità del bersaglio.
La presenza di una contemporanea emissione gamma da parte del nuclide utilizzato permette anche l'esecuzione di indagini scintigrafiche dopo la sua somministrazione, utili per monitorare la distribuzione del radiofarmaco nell'organismo.

## Radionuclidi utilizzati

### Emettitori alfa
Il radio 223 è un metallo alcalino-terroso che decade perlopiù a catena nei radionuclidi "figli" 219Rn, 215Po e 211Bi emettendo particelle alfa con diverse energie (in media 5,7 MeV con un'emivita di 11,4 giorni). Il prodotto stabile di queste reazioni è il 207Pb e l'energia totale emessa in tutta la catena è pari a 27,4 MeV.
Altri emettitori alfa in studio sono il bismuto 212 (sintetizzabile con un generatore 244Ra/212Bi ) che, come il suo isotopo 213Bi può essere chelato in apposite molecole vettrici e l'astato 211 che, in modo simile allo iodio si può legare con un legame covalente ad atomi di carbonio di un'altra molecola. Altro nuclide abbondantemente studiato a tale scopo è l'attinio-225

### Emettitori di elettroni Auger
I principali ancora in fase di studio a scopo terapeutico sono gli isotopi 125 e 123 dello iodio, l'indio 111, il tallio 201 e il selenio 75. Dato il loro basso potere di penetrazione in acqua devono decadere molto vicini al nucleo cellulare per uccidere le cellule bersaglio.

### Emettitori beta ad alte energie
I principali isotopi utilizzabili e le loro caratteristiche sono elencati nella tabella sotto:
| Radioisotopo             | Emivita     | Penetrazione in acqua [mm] | Energia delle particelle beta [MeV] | Emissione gamma (se presente) [keV] |
| ------------------------ | ----------- | -------------------------- | ----------------------------------- | ----------------------------------- |
| Iodio 131 (o radioiodio) | 8 giorni    | 2,4-2,9                    | 0,61 (media)                        | 364                                 |
| Ittrio 90                | 64 ore      | 11-12                      | 2,2                                 |                                     |
| Samario 153              | 1,9 giorni  | 2,5-3                      | 0,81 (massima)                      | 103                                 |
| Renio 186                | 3,7 giorni  | 1,1-2                      | 1,07 (massima)                      | 137                                 |
| Stronzio 89              | 50,5 giorni | 2,4-3                      | 1,46                                |                                     |
| Lutezio 177              | 6,7 giorni  | 1                          | 0,497                               | 113                                 |
| Erbio 169                | 9,6 giorni  | 1 (massimo)                | 0,34 (massima)                      | 80                                  |

## Dosimetria in terapia medico-nucleare
Calcolare la dose di radiazioni assorbita dai tessuti dell'organismo è fondamentale per la buona riuscita del trattamento. L'obiettivo di quanto illustrato in questo paragrafo è quindi stimare la dose da somministrare al paziente tale da dare il massimo effetto terapeutico limitando però nel contempo l'eccessiva irradiazione dei tessuti sani (specie il midollo osseo e il rene).  Questi calcoli sono eseguiti usando il formalismo proposto dal comitato MIRD appartenente alla Society of Nuclear Medicine statunitense. In questo modello di calcolo la dose a ogni organo (dosimetria interna), che è impossibile da misurare direttamente, è ricavata attraverso complessi modelli matematici (basati per esempio sul metodo Monte Carlo). In questo modello la dose assorbita da un determinato tessuto è direttamente proporzionale all'attività del bersaglio, al numero di transazioni che avvengono in esso (parametro che dipende sia dall'emivita sia dal tempo di permanenza nel tessuto del radiofarmaco somministrato), dall'energia delle particelle emesse e dalla frazione assorbita dal bersaglio di questa energia. Proporzionalità inversa si ha invece con la massa del bersaglio. Di norma queste informazioni vengono acquisite mediante acquisizioni scintigrafiche seriate total body o mirate anche mediante metodica SPECT. In taluni casi è possibile anche eseguire acquisizioni PET se il radiofarmaco lo consente o esiste un suo analogo impiegabile con questa metodica. I tempi delle acquisizioni e gli intervalli fra queste dipendono dall'emivita del radioisotopo impiegato. Di norma l'attività a carico dei vari organi viene definita usando delle Regioni Di Interesse (ROI) disegnate direttamente sulle immagini e la gamma camera utilizzata nell'acquisizione viene precedentemente calibrata utilizzando una sorgente di radiazioni ad attività definita inserita all'interno di un fantoccio per stimare l'attenuazione dei fotoni gamma emessi dalla sorgente in modo più possibile simile a come se fosse all'interno dell'organismo. L'attività somministrata al paziente è quindi prima dell'iniezione misurata in maniera precisa con un calibratore di dose e questo dato è inserito poi nel modello. Il modello MIRD così facendo consente di convertire l'attività stimata in dose media per peso di ogni singolo organo moltiplicandola per un opportuno fattore S specifico per ogni organo e radiofarmaco (i valori sono diversi in uomini, donne e bambini).
La dose somministrata al midollo ha come soglia limite il valore di 2 Gy. Può essere stimata sia misurando l'attività circolante ottenuta mediante un prelievo di sangue sia tramite acquisizioni scintigrafiche. Nel midollo osseo malato (per esempio colonizzato da metastasi) la dose somministrata al midollo tende ad aumentare (in quanto le metastasi sono il bersaglio stesso del trattamento). Anche precedenti trattamenti radio-chemioterapici possono alterare la dose somministrata al midollo a causa dei precedenti danni a tale livello dovuti a queste terapie.
La tossicità renale deriva dal fatto che i peptidi radioconiugati sono riassorbiti a livello del tubulo renale contorto prossimale. DI conseguenza l'attività che porta a danno si localizza a livello della corticale renale e la dosimetria convenzionale è quindi poco adatta a stimare la dose somministrata a tale organo, dato che qui non ha una distribuzione omogenea. Per tenere conto di questo fenomeno si utilizza il modello lineare quadratico che tiene conto anche del frazionamento della dose e il suo parametro più importante è la Dose Biologica Effettiva (BED). Per migliorare ulteriormente le stime sono in sviluppo dei modelli che, al posto delle classiche immagini 2D, utilizzano immagini SPECT 3D nelle quali l'organo è "diviso" in volumi di ugual massa (voxel dosimetry). Mediante acquisizioni ibride SPECT/TC è inoltre possibile delimitare meglio le ROI sulle regioni anatomiche di interesse.